# ابینگدام (هملت)
ابینگدام (هملت) (به انگلیسی: Abington (hamlet)) در ایرلند است که در مونستر واقع شده‌است.